# سيناغرا
سيناغرا (بالإيطالية: Sinagra)‏ هي بلدية في مقاطعة ميسينا في صقلية الإيطالية.

## السكان
في سنة 1861 بلغ عدد السكان 3٬111 نسمة، وتطور العدد ليصل في سنة 2011 لـ 2٬760 نسمة.
يظهر هذا المخطط البياني تطور النمو السكاني لـ سيناغرا